# バイナル
バイナルは、愛知県名古屋市に本社を置く、貿易事業者・物流事業者向けソフトウェアの開発企業である。輸出や輸入業務を行うメーカーや商社のほか、通関業務をはじめとした各種代行業務を行うフォワーダー・NVOCC向けに国際物流システムを提供している。同社はイメージキャラクターとして鈴木ちなみ、唐橋ユミ、春香クリスティーンを起用していた。

## 概要
名古屋市に本社を置き、開発および営業拠点として東京支店、大阪支店を設置。また中国とシンガポールにもそれぞれ現地法人を有している。
同社の製品群はTOSSというブランドで統一されており、国際物流における専門業種毎に複数のシステムをラインナップしている。
同社のTOSSシリーズは、貿易事業者向け国際物流パッケージシステムで国内累計販売社数No.1を獲得している。(東京商工リサーチ調べ)
SAPパートナー企業であり、2019年4月にはSAP Pinnacle Awards 2019を日系企業で唯一受賞した。古河電工をはじめとした大手企業を中心に、SAP S/4HANAとのインターフェースで複数の実績を持つ。

## 導入実績
大手メーカー、商社フォワーダー等の国際物流事業者向けの大型システム開発を多数手掛ける。以下は、その一例。
- 古河電工
- サッポロビール
- タキヒヨー
- 象印マホービン
- 浅川組運輸（ゼネコン大手の淺川組の運輸部門から派生したフォワーダー）
- 三井食品
- ダンロップスポーツ（現 住友ゴム工業）
- 双日ロジスティクス

## 沿革
- 1979年4月 - 事務機器販売会社として創業
- 1999年4月 - 東京三菱銀行（現・三菱UFJ銀行）へシステムをOEM提供
- 2014年2月 - 瀋陽現地法人を設立
- 2017年2月 - 春香クリスティーンとタレント契約を開始

　　　　10月 - 日立システムズとの協業によりMicrosoft Azureによるクラウド環境を商品化
- 2018年2月 - 唐橋ユミとタレント契約を開始
- 2019年1月 - OCR技術世界トップクラスのABBYYと文字認識技術に関する業務提携を開始

　　　　3月 - シンガポール現地法人を設立
- 2019年4月 - SAP Pinnacle Awards 2019を日系企業で唯一受賞
- 2021年2月 - 鈴木ちなみとタレント契約を開始

　 　　 5月 - 三菱商事、NTTデータなど日系大手企業10社が共同出資する貿易情報連携プラットフォーム「TradeWaltz」の普及に向けた貿易コンソーシアムに参画

## 関連グループ企業
- 瀋陽翻倍科技有限公司
- 杭州翻倍科技有限責任公司
- BINAL Asia Pacific (SG) Pte. Ltd